# بوفالو بيسونز
بوفالو بيسونز (بالإنجليزية: Buffalo Bisons)‏ هو نادي كرة القاعدة أمريكي تأسس في 1979، ويلعب في International League ‏.

## وصلات خارجية
- الموقع الرسمي